# Michail Evgen'evič Verner
Michail Evgen'evič Verner (1881 – 1941) è stato un regista cinematografico russo.

## Filmografia (parziale)

### Regista
- Prezident Samosadkin (1924)
- La solista di Sua Maestà (1927)[1]
- Devuška spešit na svidanie (1936)[2]